# 风车 (玩具)

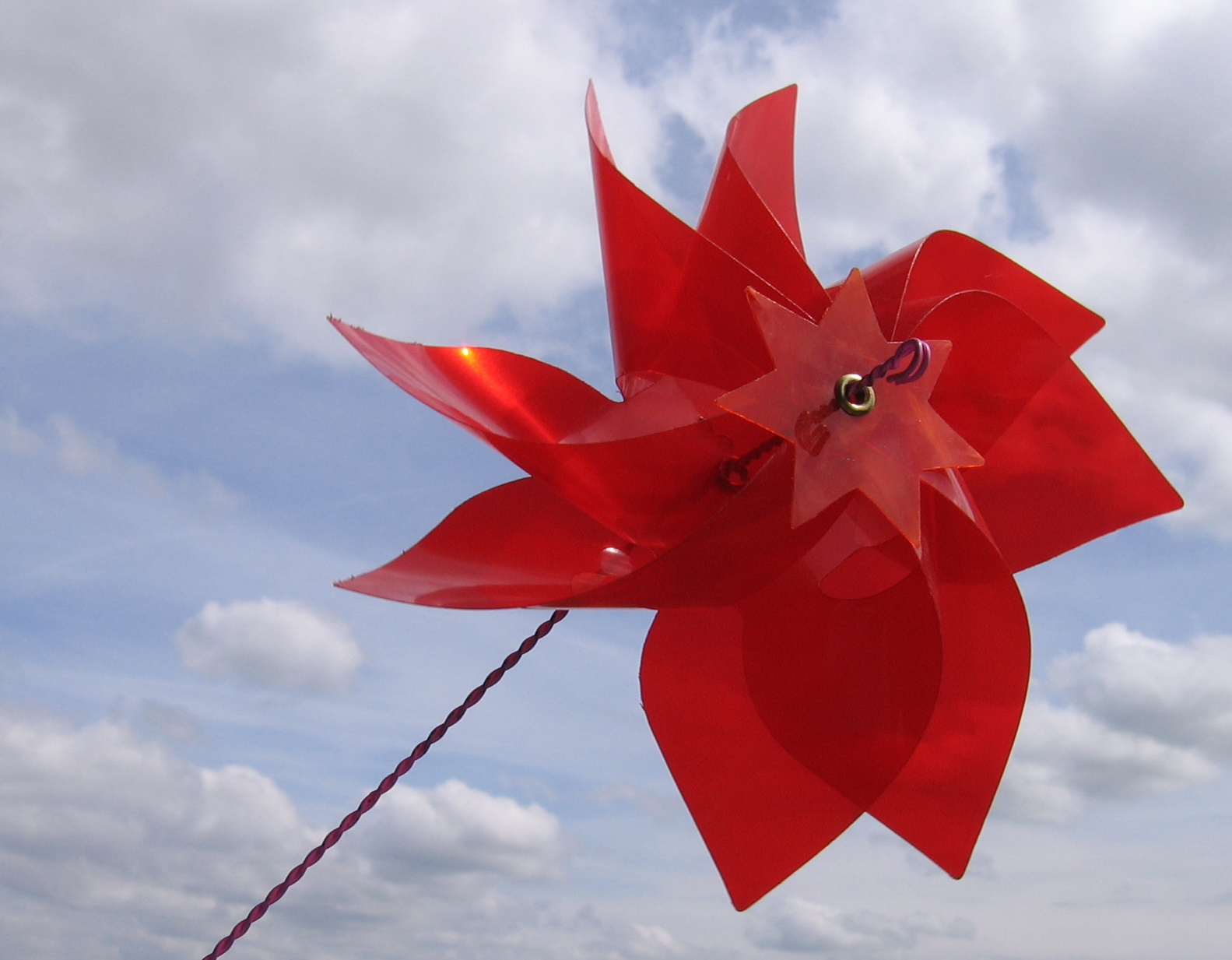
傳統風車

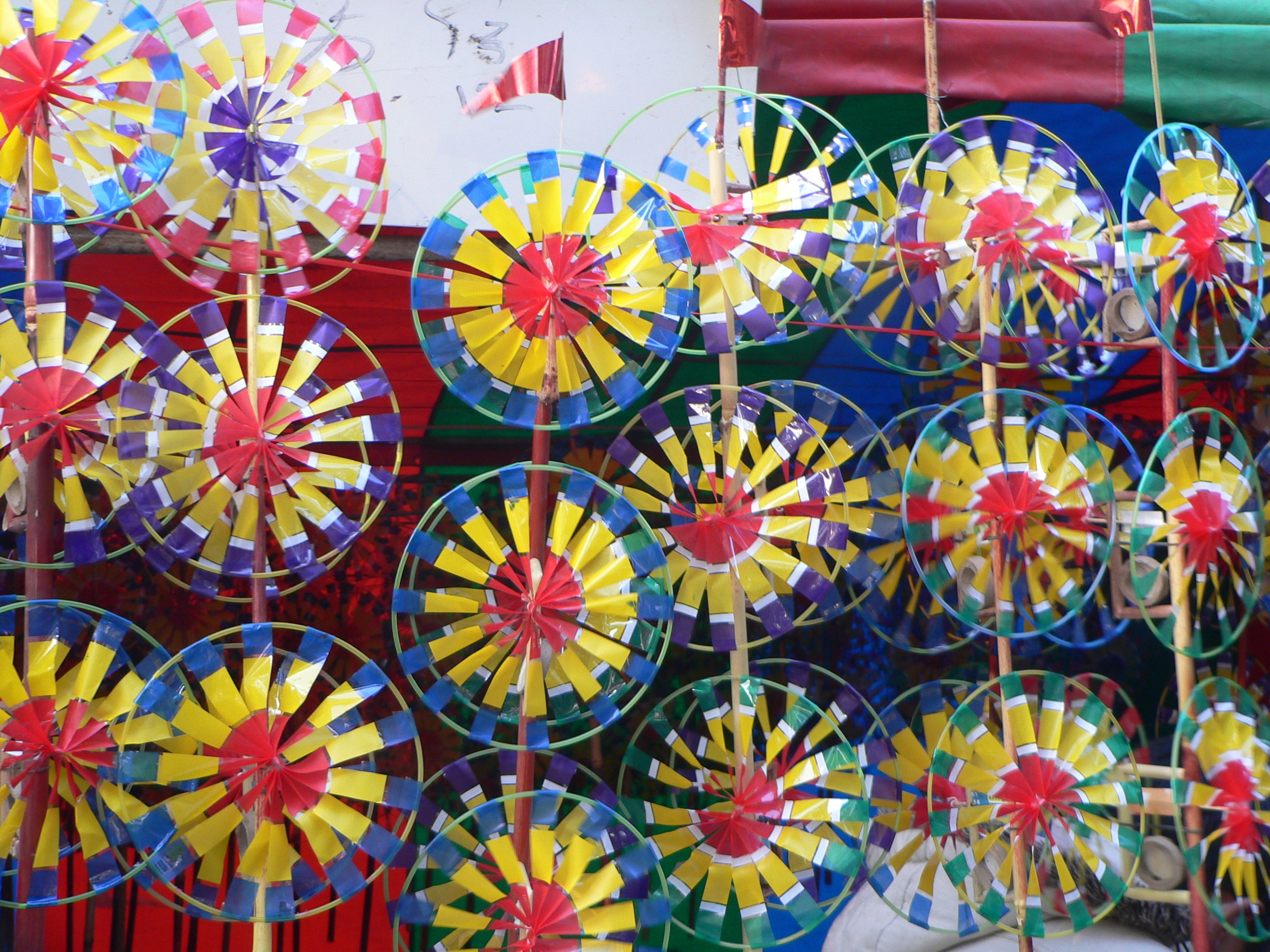
時下流行的风车款式

风车以秸秆作支架，纸条作圆形车轮，下面用泥和纸作鼓。风车有一轮、二轮、十几轮、几十轮之分。当风吹动轮子时，轮子带动小鼓发出响声。
古中国用秸秆、纸条制成。现在也用纸或塑胶制作叶片。
風車也是象徵吉祥的物品，象徵「貨如輪轉」。過年時許多民眾喜歡買個風車，討個好意頭，希望轉來好運。

## 相關
- 风铃